# Юрттиахо, Йоханнес
Йоханнес Юрттиахо (фин. Johannes Yrttiaho; род. 22 января 1980, Турку, Финляндия) — финский левый политик, депутат парламента Финляндии (с 2019), член городского совета Турку.
На парламентских выборах 2019 года был избран депутатом эдускунты от избирательного округа Варсинайс-Суоми. Сын Юрки Юрттиахо

## Результаты местных выборов
| Год  | Город | Число голосов |
| ---- | ----- | ------------- |
| 2008 | Турку | 436           |
| 2012 | Турку | 700           |
| 2017 | Турку | 1 119         |
| 2021 | Турку | 731           |

## Результаты парламентских выборов
| Год  | Число голосов |
| ---- | ------------- |
| 2015 | 2 930         |
| 2019 | 2 636         |